# NGC 904
NGC 904 ist eine elliptische Galaxie vom Hubble-Typ E3 im Sternbild Widder nördlich der Ekliptik. Sie ist schätzungsweise 246 Millionen Lichtjahre von der Milchstraße entfernt und hat einen Durchmesser von etwa 85.000 Lj.
Im selben Himmelsareal befinden sich u. a. die Galaxien NGC 903, NGC 915, NGC 916, NGC 919.
Das Objekt wurde am 13. Dezember 1884 von dem Astronomen Edouard Stephan mithilfe eines 80-cm-Teleskops entdeckt.